# 光宗信吉
光宗 信吉（みつむね しんきち，1963年10月8日 - ）是日本的作曲家、編曲家。出身於福岡縣福岡市，畢業於立教大學經濟學部。製作許多動畫配樂，知名動畫配樂作品包括遊戲王－怪獸之決鬥、薔薇少女、守護天使莉莉佳等等。

## 作品

### 電視動畫
- 守護天使莉莉佳（1995年）
- VS騎士檸檬汽水&40炎（1996年）（多人參與製作）
- 少女革命（1997年）（劇中曲作曲以及決鬥歌編曲）
- 秋葉原電腦組（1998年）
- 遊戲王－怪獸之決鬥（2000年～2004年）
- 小小雪精靈（2001年）
- 馭龍少年（2002年）
- 妹妹公主 RePure 角色篇（編曲）（2002年）
- 青青校樹（2003年）
- 薔薇少女（2004年）
- 魔法老師（2005年）
- 極速攝殺（2005年）
- 薔薇少女 彷如夢境（2005年）
- 仰望半月的天空（2006年）
- 零之使魔（2006年）
- 後天的方向（2006年）
- 薔薇少女 ～序曲～（2006年）
- 天翔少女（2007年）
- 火箭女孩（2007年）
- 零之使魔 雙月的騎士（2007年）
- 零之使魔 三美姬的輪舞（2008年）
- 快盜天使雙胞胎 〜キュンキュン☆ときめきパラダイス！！〜（2011年）
- 零之使魔 F（2012年）
- 新薔薇少女（2013年）
- 甘城輝煌樂園救世主（2014年）
- 遊☆戯☆王VRAINS（2017年）

### 電影版動畫
- 少女革命 ～思春期默示錄(1999年)
- 秋葉原電腦組 ～2011年的暑假～(1999年)
- 遊戲王－怪獸之決鬥劇場版 光之金字塔（2004年）
- 遊戲王－怪獸之決鬥劇場版 The Dark Side of Dimensions（2016年）

### OVA
- FLCL(2000年)
- 純情房東俏房客 Again(2002年)
- 天翔少女(2006年)

### 電影
- Love & Pop（1998年　原作：村上龍、監督：庵野秀明　東映）

### 音樂劇
- 少女革命（1998年　博品館劇場）

### 電玩
- 少女革命（1998年　Sega Saturn）
- 交響樂之雨（部分曲目）（2004年　工畫堂工作室）

### 樂曲提供
- 林原惠
  - 「Nostalgic Lover」
  - 「Cherish Christmas」
  - 「明日になれ」
- 山本麻里安
  - 「Snow flower」
- Power Puff Souls「Cream Puff Shuffle」（動畫「飛天小女警」主題曲）

## 外部連結
- 官方網站 （页面存档备份，存于）
- Facebook粉絲專頁

1. ↑  日本動畫配樂家專訪：《遊戲王》光宗信吉 （页面存档备份，存于），加點音樂誌[2019-7-4]。